# Planaxis
Planaxis is een geslacht van slakken uit de superfamilie van de Cerithioidea. De wetenschappelijke naam van het geslacht werd voor het eerst geldig gepubliceerd in 1822 door Lamarck.

## Soorten
De volgende soorten zijn bij het geslacht ingedeeld:
- Planaxis savignyi Deshayes, 1844
- Planaxis sulcatus (Born, 1778)
- Planaxis suturalis E. A. Smith, 1872

### Taxon inquirendum
- Planaxis semilaevis E. von Martens, 1883

### Nomen dubium
- Planaxis buccineus A. Adams, 1853
- Planaxis incisus Philippi, 1851
- Planaxis taeniatus Philippi, 1849

### Synoniemen
- Planaxis (Proplanaxis) Thiele, 1929 ⇒ Planaxis (Supplanaxis) Thiele, 1929 ⇒ Supplanaxis Thiele, 1929
- Planaxis (Supplanaxis) Thiele, 1929 ⇒ Supplanaxis Thiele, 1929
- Planaxis (Supplanaxis) nancyae Petuch, 2013 ⇒ Supplanaxis nancyae (Petuch, 2013)
- Planaxis abbreviata Pease, 1865 ⇒ Supplanaxis niger (Quoy & Gaimard, 1833)
- Planaxis acuta F. Krauss, 1848 ⇒ Planaxis acutus F. Krauss, 1848 ⇒ Supplanaxis acutus (F. Krauss, 1848)
- Planaxis acutus F. Krauss, 1848 ⇒ Supplanaxis acutus (F. Krauss, 1848)
- Planaxis affinis Risso, 1826 ⇒ Nassarius incrassatus (Strøm, 1768) ⇒ Tritia incrassata (Strøm, 1768)
- Planaxis akuana Rehder, 1980 ⇒ Hinea akuana (Rehder, 1980)
- Planaxis areolatus Lesson, 1842 ⇒ Nassarius concinnus (Powys, 1835)
- Planaxis atra Pease, 1869 ⇒ Supplanaxis niger (Quoy & Gaimard, 1833)
- Planaxis beudantiana Risso, 1826 ⇒ Nassarius cuvierii (Payraudeau, 1826) ⇒ Tritia cuvierii (Payraudeau, 1826)
- Planaxis brevis Quoy & Gaimard, 1833 ⇒ Planaxis sulcatus (Born, 1778)
- Planaxis buccinoides Deshayes, 1828 ⇒ Planaxis sulcatus (Born, 1778)
- Planaxis canaliculata Duval, 1840 ⇒ Planaxis canaliculatus Duval, 1840 ⇒ Planaxis planicostatus G. B. Sowerby I, 1825 ⇒ Supplanaxis planicostatus (G. B. Sowerby I, 1825)
- Planaxis canaliculatus Duval, 1840 ⇒ Planaxis planicostatus G. B. Sowerby I, 1825 ⇒ Supplanaxis planicostatus (G. B. Sowerby I, 1825)
- Planaxis cingulata Gould, 1861 ⇒ Cronia avenacea (Lesson, 1842) ⇒ Usilla avenacea (Lesson, 1842)
- Planaxis circinatus Lesson, 1842 ⇒ Planaxis planicostatus G. B. Sowerby I, 1825 ⇒ Supplanaxis planicostatus (G. B. Sowerby I, 1825)
- Planaxis decollata Quoy & Gaimard, 1833 ⇒ Fissilabia decollata (Quoy & Gaimard, 1833)
- Planaxis desmarestiana Risso, 1826 ⇒ Nassarius incrassatus (Strøm, 1768) ⇒ Tritia incrassata (Strøm, 1768)
- Planaxis discrepans Risso, 1826 ⇒ Nassarius corniculum (Olivi, 1792) ⇒ Tritia corniculum (Olivi, 1792)
- Planaxis fasciata Pease, 1868 ⇒ Planaxis fasciatus Pease, 1868 ⇒ Angiola fasciata (Pease, 1868) ⇒ Hinea fasciata (Pease, 1868)
- Planaxis fasciatus Pease, 1868 ⇒ Angiola fasciata (Pease, 1868) ⇒ Hinea fasciata (Pease, 1868)
- Planaxis fitcheliana Risso, 1826 ⇒ Nassarius cuvierii (Payraudeau, 1826) ⇒ Tritia cuvierii (Payraudeau, 1826)
- Planaxis gouldii E. A. Smith, 1872 ⇒ Cronia avenacea (Lesson, 1842) ⇒ Usilla avenacea (Lesson, 1842)
- Planaxis griseus (Brocchi, 1821) ⇒ Planaxis savignyi Deshayes, 1844
- Planaxis hanleyi E. A. Smith, 1872 ⇒ Supplanaxis niger (Quoy & Gaimard, 1833)
- Planaxis inepta Gould, 1861 ⇒ Hinea inepta (Gould, 1861)
- Planaxis labiosa A. Adams, 1853 ⇒ Angiola labiosa (A. Adams, 1853) ⇒ Hinea zonata (A. Adams, 1853)
- Planaxis laevigata Risso, 1826 ⇒ Nassarius granum (Lamarck, 1822) ⇒ Tritia grana (Lamarck, 1822)
- Planaxis lineatus (da Costa, 1778) ⇒ Angiola lineata (da Costa, 1778) ⇒ Hinea lineata (da Costa, 1778)
- Planaxis lineolata Risso, 1826 ⇒ Nassarius cuvierii (Payraudeau, 1826) ⇒ Tritia cuvierii (Payraudeau, 1826)
- Planaxis lineolata Gould, 1849 ⇒ Hinea zonata (A. Adams, 1853)
- Planaxis lineolatus Gould, 1849 ⇒ Angiola punctostriata (E. A. Smith, 1872) ⇒ Hinea punctostriata (E. A. Smith, 1872)
- Planaxis longispira E. A. Smith, 1872 ⇒ Hinea longispira (E. A. Smith, 1872)
- Planaxis loques Risso, 1826 ⇒ Nassarius cuvierii (Payraudeau, 1826) ⇒ Tritia cuvierii (Payraudeau, 1826)
- Planaxis mamillata Risso, 1826 ⇒ Nassarius nitidus (Jeffreys, 1867) ⇒ Tritia nitida (Jeffreys, 1867)
- Planaxis menkeanus Dunker, 1861 ⇒ Planaxis sulcatus (Born, 1778)
- Planaxis molliana Risso, 1826 ⇒ Nassarius cuvierii (Payraudeau, 1826) ⇒ Tritia cuvierii (Payraudeau, 1826)
- Planaxis nancyae Petuch, 2013 ⇒ Supplanaxis nancyae (Petuch, 2013)
- Planaxis nicobaricus Zelebor, 1866 ⇒ Supplanaxis niger (Quoy & Gaimard, 1833)
- Planaxis niger Quoy & Gaimard, 1833 ⇒ Supplanaxis niger (Quoy & Gaimard, 1833)
- Planaxis nigra [sic] ⇒ Supplanaxis niger (Quoy & Gaimard, 1833)
- Planaxis nigritella Forbes, 1852 ⇒ Planaxis obsoletus Menke, 1851 ⇒ Supplanaxis obsoletus (Menke, 1851)
- Planaxis nucleola Mörch, 1876 ⇒ Supplanaxis nucleus (Bruguière, 1789)
- Planaxis nucleus (Bruguière, 1789) ⇒ Supplanaxis nucleus (Bruguière, 1789)
- Planaxis obscura A. Adams, 1853 ⇒ Planaxis sulcatus (Born, 1778)
- Planaxis obsoletus Menke, 1851 ⇒ Supplanaxis obsoletus (Menke, 1851)
- Planaxis olivacea Risso, 1826 ⇒ Nassarius corniculum (Olivi, 1792) ⇒ Tritia corniculum (Olivi, 1792)
- Planaxis pigra Forbes, 1852 ⇒ Hinea brasiliana (Lamarck, 1822)
- Planaxis piliger Philippi, 1849 ⇒ Holcostoma piliger (Philippi, 1849)
- Planaxis planicostatus G. B. Sowerby I, 1825 ⇒ Supplanaxis planicostatus (G. B. Sowerby I, 1825)
- Planaxis punctorostratus ⇒ Angiola punctostriata (E. A. Smith, 1872) ⇒ Hinea punctostriata (E. A. Smith, 1872)
- Planaxis punctostriata E. A. Smith, 1872 ⇒ Angiola punctostriata (E. A. Smith, 1872) ⇒ Hinea punctostriata (E. A. Smith, 1872)
- Planaxis raricosta Risso, 1826 ⇒ Nassarius corniculum (Olivi, 1792) ⇒ Tritia corniculum (Olivi, 1792)
- Planaxis riparia Risso, 1826 ⇒ Nassarius cuvierii (Payraudeau, 1826) ⇒ Tritia cuvierii (Payraudeau, 1826)
- Planaxis rosacea Risso, 1826 ⇒ Nassarius incrassatus (Strøm, 1768) ⇒ Tritia incrassata (Strøm, 1768)
- Planaxis semisulcatus G. B. Sowerby I, 1823 ⇒ Supplanaxis nucleus (Bruguière, 1789)
- Planaxis similis E. A. Smith, 1872 ⇒ Supplanaxis niger (Quoy & Gaimard, 1833)
- Planaxis striatulus Philippi, 1851 ⇒ Hinea zonata (A. Adams, 1853)
- Planaxis tenuis Risso, 1826 ⇒ Nassarius cuvierii (Payraudeau, 1826) ⇒ Tritia cuvierii (Payraudeau, 1826)
- Planaxis trifasciata Risso, 1826 ⇒ Nassarius corniculum (Olivi, 1792) ⇒ Tritia corniculum (Olivi, 1792)
- Planaxis turulosa Risso, 1826 ⇒ Nassarius turulosus (Risso, 1826)
- Planaxis undulata Lamarck, 1822 ⇒ Planaxis sulcatus (Born, 1778)
- Planaxis zonatus A. Adams, 1853 ⇒ Hinea zonata (A. Adams, 1853)